# Anterastes babadaghi
Anterastes babadaghi är en insektsart som beskrevs av Boris Petrovich Uvarov 1939. Anterastes babadaghi ingår i släktet Anterastes och familjen vårtbitare. Inga underarter finns listade i Catalogue of Life.